# Skynd (banda)

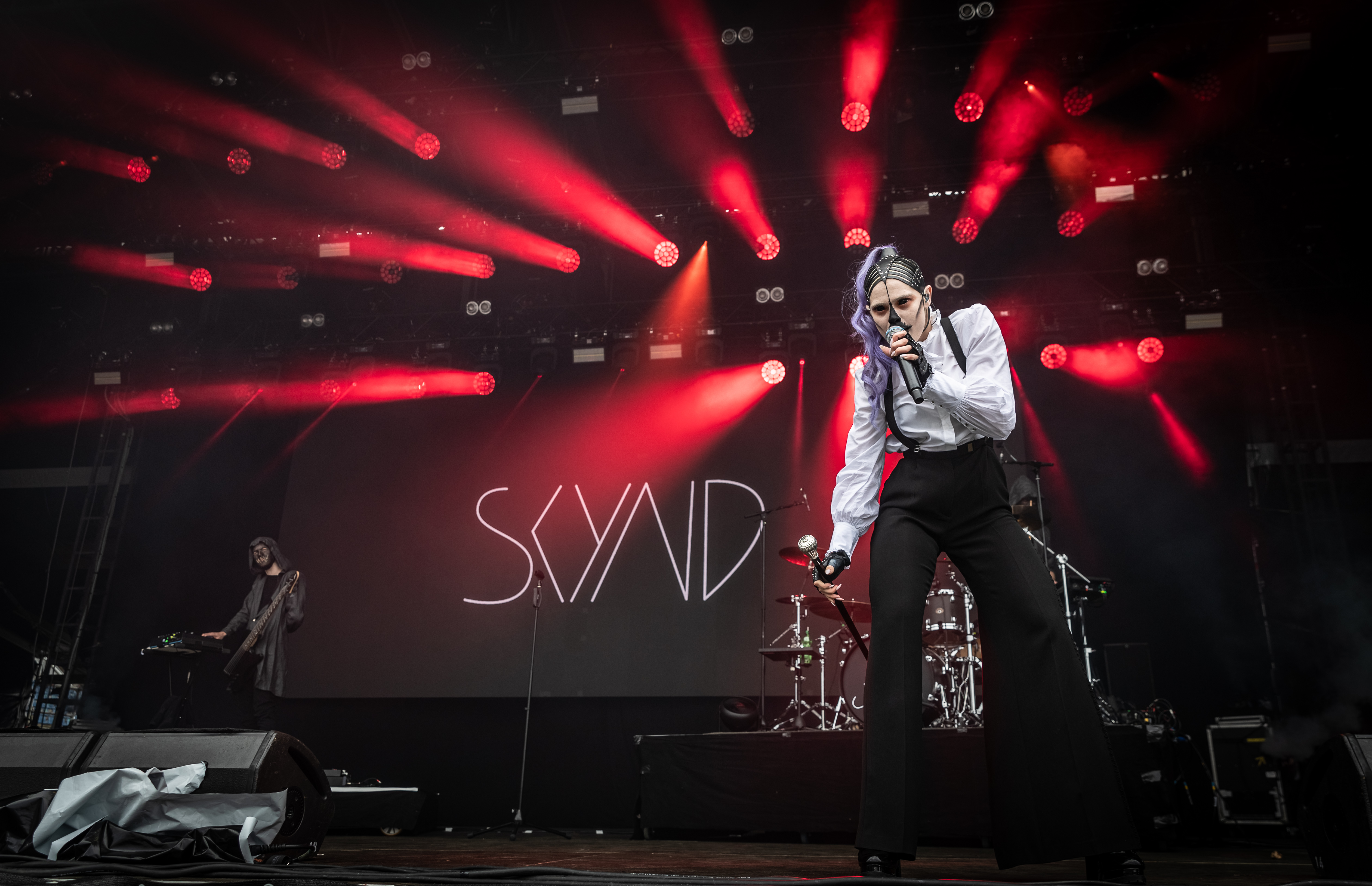
Skynd - Rock am Ring 2022

Skynd (estilizado como SKYND ) es una banda de rock industrial australiana de Sídney compuesta por la cantante principal, Skynd, y el multiinstrumentista, Father.  Han sido pioneros en el género de "música criminal" con una estética sombría y canciones basadas en gran parte en muertes y asesinatos inquietantes. Han lanzado canciones sobre temas que van desde la muerte de Elisa Lam, el suicidio masivo en Jonestown, la masacre de Columbine High School, a asesinos en serie como Gary M. Heidnik y Richard Ramirez .

## Historia
Skynd es conocida por sus diversos estilos vocales, que van desde el tono alto al tono bajo y, a menudo, con un elemento inhumano.  En particular, Jonathan Davis de Korn también es un fanático del género y se unió a Skynd en su canción, "Gary Heidnik". Davis también apareció en el video musical.
La primera actuación de Skynd, como banda principal, fue en Electrowerkz en 2019, donde apareció vestida al estilo victoriano y maquillada como cadáver. Los fanáticos fueron recibidos con tazas de Kool-Aid como referencia a su canción sobre la masacre de Jonestown. Poco después, Skynd fue preseleccionado como finalista de los Heavy Music Awards 2020.
Skynd ha sido entrevistada por The Boo Crew en el episodio 90 del podcast Bloody Disgusting así como por Ebony Story de Wall of Sound.

## Discografía

### EPs
- Chapter 1 (2018)
- Chapter 2 (2019)